# Rynda (Fluss)
Die Rynda (russisch Рында) ist ein Fluss im Norden der Halbinsel Kola in der Oblast Murmansk in Russland. 
Ihr Einzugsgebiet umfasst 980 km², ihr mittlerer Abfluss an der Mündung 22 m³/s. Der Fluss hat seinen Ursprung etwa 30 km östlich des Stausees Serebrjanskoje. Er durchfließt mehrere Seen, darunter den See Korosero, fließt anschließend in nordöstlicher Richtung etwa 70 km bis zu seiner Mündung in die Barentssee, etwa 150 km östlich von Murmansk.
Der naturbelassene Lachs-Fluss ist beliebt bei Angeltouristen. 